# Малоалександровка (Башкортостан)
Малоалександровка (баш. Бәләкәй Александровка) — село в Белебеевском районе Республики Башкортостан Российской Федерации. Входит в состав Ермолкинского сельсовета. 

## География

### Географическое положение
Расстояние до:
- районного центра (Белебей): 21 км,
- центра сельсовета (Ермолкино): 5 км,
- ближайшей ж/д станции (Аксаково): 31 км.

## История
Административный центр упраздненного в ? году  Малоалександровского сельсовета.

## Население
| 2002 | 2009 | 2010 |
| ---- | ---- | ---- |
| 294  | ↘248 | ↗267 |

Национальный состав
Согласно переписи 2002 года, преобладающая национальность — русские (68 %).